# Ilovski Klokočevac
Ilovski Klokočevac is een plaats in de gemeente Hercegovac in de Kroatische provincie Bjelovar-Bilogora. De plaats telt 172 inwoners (2001).